# Antho penneyi
Antho penneyi är en svampdjursart som först beskrevs av de Laubenfels 1936.  Antho penneyi ingår i släktet Antho och familjen Microcionidae. Inga underarter finns listade i Catalogue of Life.